# Île Quiriquina
L'île Quiriquina, en espagnol : isla Quiriquina, est une île située à l'entrée de la baie de Concepción, à 11 km au nord de Talcahuano, dans la province de Concepción au Chili. Quiriquina signifie « plusieurs Turdus » en langue mapuche).

## Histoire
En avril 1557, Don García de Mendoza, vice-roi espagnol du royaume du Chili, arrive à Concepción à la tête d'une importante armée et s'établit à Quiriquina. Il utilise alors l'île comme base à partir de laquelle il lance ses campagnes contre les indiens Mapuche, ces combats sont connus sous le nom de guerre d'Arauco.
En 1835, peu de temps après le séisme du 20 février qui affecte la ville voisine de Concepción, Charles Darwin, voyageant autour du monde à bord du HMS Beagle, visite l'île et en rend compte dans son récit de voyage.
Pendant la Première Guerre mondiale, le gouvernement chilien utilise Quiriquina comme camp d'internement pour l'équipage du croiseur allemand SMS Dresden. Wilhelm Canaris, qui a alors le grade de lieutenant, s'échappe de l'île en compagnie de deux codétenus.
Après le coup d'État du 11 septembre 1973 au Chili, le régime du général Pinochet se sert de l'île comme un camp de concentration pour les prisonniers politiques de la ville de Concepción et de la région du Biobío. Ce camp est maintenu en activité du 11 septembre 1973 jusqu'au mois d'avril 1975.
Au nord-ouest de l'île se trouve le phare de Quiriquina. Au sud-est est situé le Fort Rondizzoni, comprenant des dortoirs, un mess, des latrines et une infirmerie, destinés alors aux gardes du camp.

### Sources et bibliographie
- (es) Francisco Solano Asta-Buruaga y Cienfuegos, Diccionario geográfico de la República de Chile, 2e édition corrigée et augmentée, New York, D. Appleton y Compañía, 1899, [lire en ligne], p. 632
- (en) Sclerorhynchid teeth from the Late Cretaceous of the Quiriquina Formation